# Tahtalıkaradut, Musabeyli
Tahtalıkaradut là một xã thuộc huyện Musabeyli, tỉnh Kilis, Thổ Nhĩ Kỳ. Dân số thời điểm năm 2010 là 1.353 người.